# Токугава Ёрифуса
Токугава Ёрифуса (徳川頼房? 15 сентября 1603 — 23 августа 1661) — японский даймё раннего периода Эдо, правитель Симоцума-хана (1606—1609) и Мито-хана (1609—1661).

## Биография
Одиннадцатый (младший) сын Токугавы Иэясу (1543—1616), первого сёгуна Японии из династии Токугава (1603—1605). В детстве носил имя Цурутиёмару.
В 1606 году юный Ёрифуса получил во владение Симоцума-хан в провинции Хитати с доходом 100 000 коку риса. В 1609 году ему пожаловали в наследственное владение в той же самой провинции домен Мито-хан с доходом 350 000 коку.
Токугава Ёрифуса стал основателем боковой ветви Токугава Мито (младшей линии госанкэ). В 1627 году Ёрифуса получил придворный ранг jusanmi (従三位参议; младший советник 3-го ранга) и титул тюнагона (中納言, средний государственный советник).
В августе 1661 года 57-летний Токугава Ёрифуса скончался, ему наследовал третий сын Мицукуни (1628—1701), 2-й даймё Мито-хана (1661—1690).